# Johann Michael Fischer
Pour les articles homonymes, voir Fischer.
Johann Michael Fischer (1692-1766) est un architecte d'origine bavaroise et d'expression baroque. Il ne doit pas être confondu avec Johann Michael Fischer, sculpteur (1717-1801).

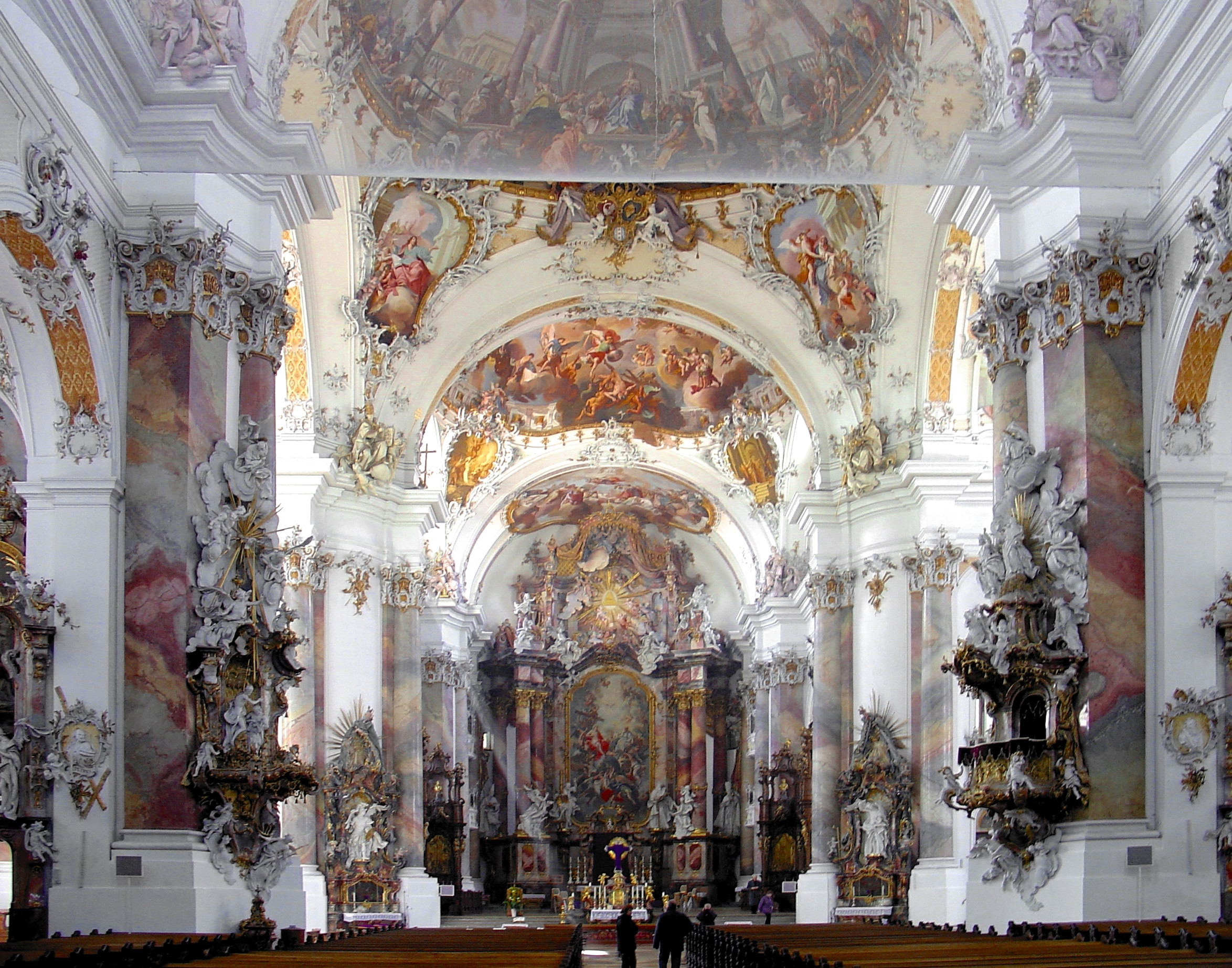
L'église d'Ottobeuren

## Biographie
Considéré comme l'un des architectes germaniques les plus productifs, Fischer est né en 1692 en Bavière et est mort en 1766. Son père était maçon près de Ratisbonne. Après avoir travaillé en Moravie, il se fixe à Munich et aura dès lors une clientèle essentiellement religieuse, comme son contemporain Dominikus Zimmermann. Il est surtout connu pour les églises de Dießen am Ammersee, de Zwiefalten et d'Ottobeuren et la cascade de jeux d'eau du château de Seehof en Franconie.